# The Waking Dream
A The Waking Dream a Chandeen nevű német darkwave együttes harmadik nagylemeze, mely 1996-ban jelent meg a Hyperium Records kiadásában.

## Az album dalai
1. Papillion (It’s Easy To Fly) – 5:53
2. Walking Through The Rain – 4:13
3. Silver Days – 4:43
4. Anyone’s View To The Inside – 3:44
5. In Power We Entrust The Love Advocated – 5:09
6. Before Sunrise – 5:54
7. My Life – 5:03
8. To The Wild Roses – 8:07
9. See The Light – 7:20
10. Killing – 4:59